# Odontestra albivitta
Odontestra albivitta är en fjärilsart som beskrevs av George Francis Hampson 1903. Odontestra albivitta ingår i släktet Odontestra och familjen nattflyn. Inga underarter finns listade i Catalogue of Life.